# Eddie Miller

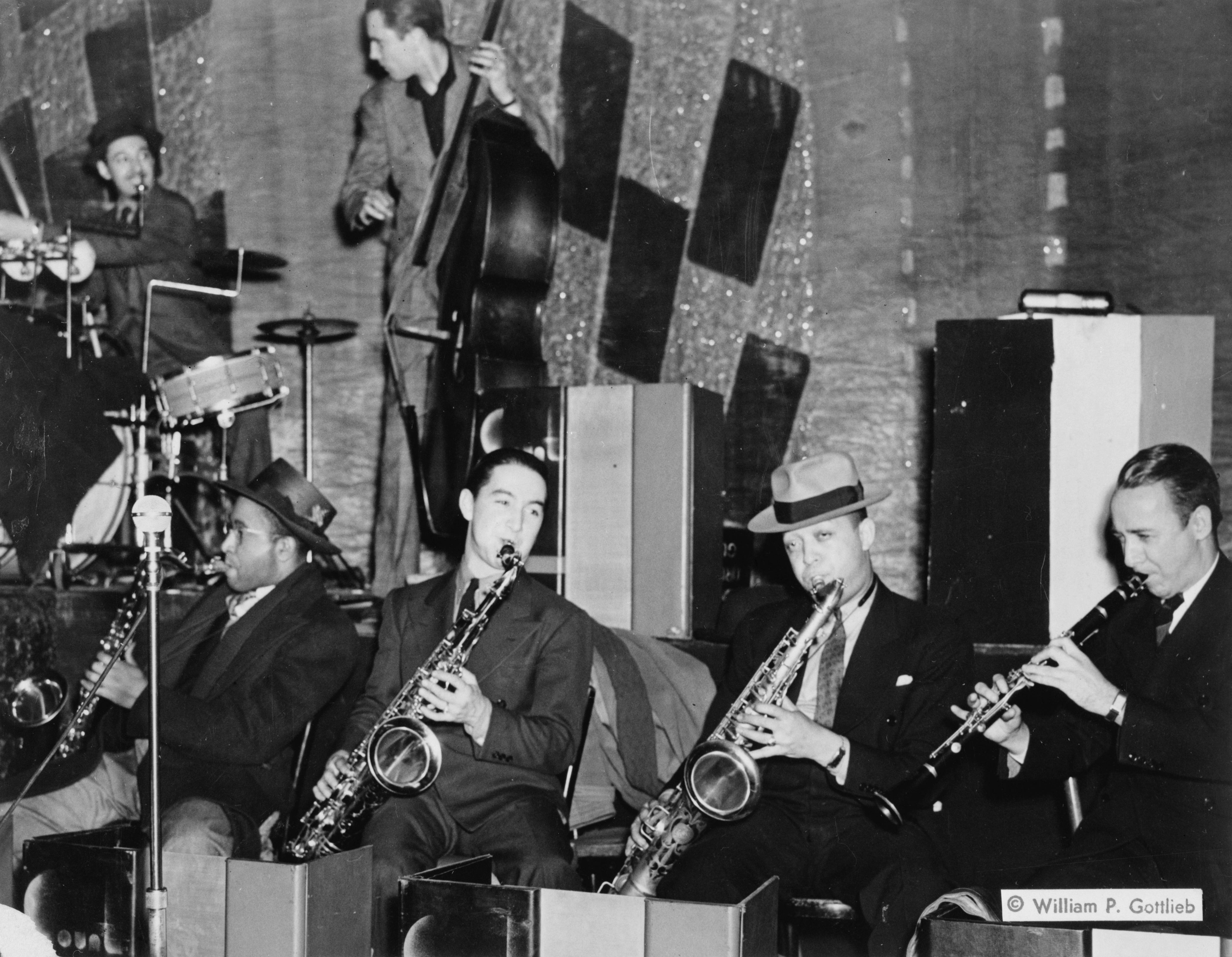
Eddie Miller (onder, tweede van links), met Ray Bauduc, Herschel Evans, Bob Haggard, Lester Young en Matty Matlock, in Howard theatre, Washington D.C., circa 1941 (foto: William P. Gottlieb)

Edward Raymond "Eddie" Miller (New Orleans, 23 juni 1911 - Philadelphia, 1 april 1991) was een Amerikaanse tenorsaxofonist, klarinettist en zanger in de dixieland en swing. Hij componeerde de jazzstandard "Slow Mood" (in de bewerking van Johnny Mercer bekend als "Lazy Mood").

## Biografie
Miller begon zijn professionele loopbaan in New Orleans toen hij zo'n zestien jaar was. Zijn eerste opnames maakte hij in 1930, met Julie Wintz. Van 1930 tot 1934 werkte hij in het orkest van Ben Pollack en toen deze band werd 'overgenomen' door Bob Crosby werd hij er een van de sterren. Ook speelde hij in de Bobcats van Crosby. Nadat de band van Crosby was opgedoekt, leidde Miller enige tijd een eigen orkest, met daarin onder meer de zanger Ray Eberle. Hij diende kort in het leger en na zijn ontslag vanwege een matige gezondheid vestigde hij zich in Los Angeles, waar hij als studiomuzikant actief werd. Hij speelde mee op veel jazzopnames en filmsoundtracks. Hij maakte in 1940 deel uit van de Metronome All-Stars. Tevens had hij zijn eigen groepen. Vanaf de jaren vijftig (tot in de jaren tachtig) was hij altijd wel te vinden voor reünieconcerten van Crosby. Verder werkte hij in de periode 1967-1976 samen met Pete Fountain.
Miller is te horen op plaatopnames van onder meer Louis Armstrong, Wingy Manone, Muggsy Spanier, Bunny Berigan, Jack Teagarden, Billy May, Ralph Sutton, Al Hirt, Pee Wee Erwin en Ray Conniff. 
In 1998 werd Miller opgenomen in de Big Band Jazz Hall of Fame.

## Discografie (selectie)
- Eddie Miller-George Van Eps, Jump Records, 1953
- Tenor of Jazz, Fontana, 1967
- Portrait of Eddie, Blue Angel Music, 1971
- It's Miller Time, Famous Door, 1979
- Wild Bill Davison and Eddie Miller Play Hoagy Carmichael, 1981
- Street of Dreams, Delmark, 1982
- Plays Mostly Ellington (2 lp's op 1 cd), Audiophile Records, 2003
- Soft Jive (opnames bigband van Miller, incl. radio-opnames), Golden Era

- Bibliothèque nationale de France: cb13897521v (data)
- International Standard Name Identifier: 0000 0001 0775 8381
- Library of Congress Control Number: n92113788
- MusicBrainz: 856629ff-0420-4dce-aec2-83436fc0be41
- Nationale Bibliotheek van Tsjechië: ola2002157227
- Nederlandse Thesaurus van Auteursnamen: 099866463
- SNAC: w6g17vst
- Virtual International Authority File: 197158
- WorldCat: E39PBJvH8jrgqpmTpdPHF9YkjC